# 牟田敬九郎
牟田 敬九郎（むた けいくろう、1855年7月31日〈安政2年6月18日〉 – 1913年〈大正2年〉1月2日）は、日本の陸軍軍人。最終階級は陸軍中将、佐賀県出身。  

## 人物
1878年（明治11年）陸軍士官学校（旧1期） 卒業。陸軍砲兵少尉任官。以降、累進して砲兵第3連隊副官（大尉）、野砲兵第1連隊第2大隊長（少佐）、東部都督部参謀（中佐）、野砲兵第6連隊長（大佐）、近衛師団参謀長、等を歴任した。1902年（明治35年）5月5日陸軍少将となり当日付で舞鶴要塞司令官を拝命。2年後の日露戦争では第3軍砲兵部長を務めた。1906年（明治39年）3月、舞鶴要塞司令官を免ぜられて下関要塞司令官となったが、僅か3ケ月で韓国駐剳軍参謀長に転任となった。1908年（明治41年）12月、陸軍中将に昇進して再び下関要塞司令官に補され、1910年（明治43年）11月の予備役編入まで務めた。

## 経歴
- 1878年（明治11年）12月 – 陸軍士官学校（旧1期） 卒業[2]
- 1886年（明治19年）6月1日 – 任 陸軍砲兵大尉[3]
- 1888年（明治21年）11月20日 – 補 砲兵第3連隊副官[4]
- 1889年（明治22年）5月27日 – 補 参謀本部第1局員[5]
- 1891年（明治24年）
  - 6月25日 – 補 野砲兵第1連隊第2大隊長心得[6]
  - 9月16日 – 任 陸軍砲兵少佐、補 野砲兵第1連隊第2大隊長[7]
- 1894年（明治27年）2月21日 – 補 第4師団参謀[8]
- 1895年（明治28年）1月11日 – 任 陸軍砲兵中佐[9]
- 1896年（明治29年）
  - 10月8日 – 補 第4師団司令部附[10]
  - 10月15日 – 補 東部都督部参謀[11]
- 1897年（明治30年）10月11日 – 任 陸軍砲兵大佐、補 野砲兵第6連隊長[12]
- 1898年（明治31年）3月3日 – 近衛師団参謀長[2]
- 1902年（明治35年）5月5日 – 任 陸軍少将、補 舞鶴要塞司令官[2][13]
- 1904年（明治37年）9月12日 – 補 第3軍砲兵部長[2]
- 1906年（明治39年）
  - 3月12日 – 免職 舞鶴要塞司令官、補 下関要塞司令官[14]
  - 6月1日 – 免職 下関要塞司令官、補 韓国駐剳軍参謀長[2]
- 1908年（明治41年）12月21日 – 任 陸軍中将、補 下関要塞司令官[2][15]
- 1910年（明治43年）11月30日 – 予備役編入[2][16]

## 栄典・授章・授賞
位階
- 1886年（明治19年）11月27日 - 正七位[17]
- 1891年（明治24年）12月28日 - 従六位[18]
- 1895年（明治28年）3月8日 - 正六位[19]
- 1897年（明治30年）10月30日 - 従五位[20]
- 1902年（明治35年）9月20日 - 正五位[21]
- 1907年（明治40年）10月11日 - 従四位[22]
- 1910年（明治43年）12月20日 - 正四位[23]

勲章等
- 1890年（明治23年）5月30日 - 勲六等瑞宝章[24]
- 1896年（明治29年）6月30日 - 功四級金鵄勲章
- 1896年（明治29年）11月25日 - 勲五等瑞宝章[25]
- 1902年（明治35年）11月29日 - 勲四等瑞宝章[26]
- 1905年（明治38年）5月30日 - 勲三等瑞宝章
- 1906年（明治39年）4月1日 - 勲二等旭日重光章・功三級金鵄勲章・明治三十七八年従軍記章[27]